# Trifolium raddeanum
Trifolium raddeanum är en ärtväxtart som beskrevs av Ernst Rudolf von Trautvetter. Trifolium raddeanum ingår i släktet klövrar, och familjen ärtväxter. Inga underarter finns listade i Catalogue of Life.